# Chiesa del Santo Sepolcro (Estella)
La chiesa del Santo Sepolcro, in spagnolo Iglesia del Santo Sepulcro,  è un luogo di culto cattolico nel comune spagnolo di Estella nella comunità autonoma della Navarra sul Camino Francés, uno dei rami del Cammino di Santiago di Compostela. Risale al XII secolo. In Spagna è considerata un Bien de Interés Cultural.

## Storia

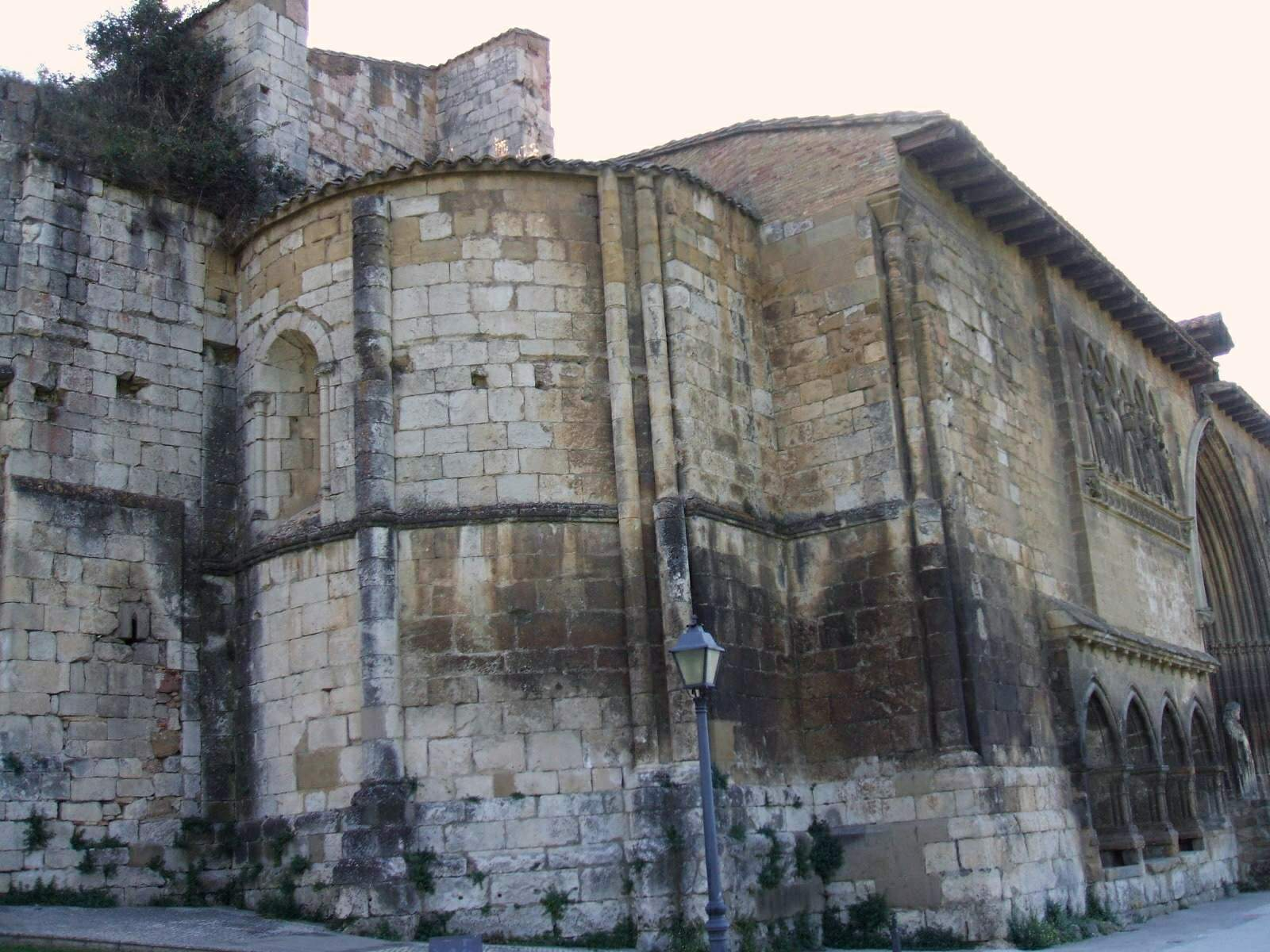
Parte laterale sinistra

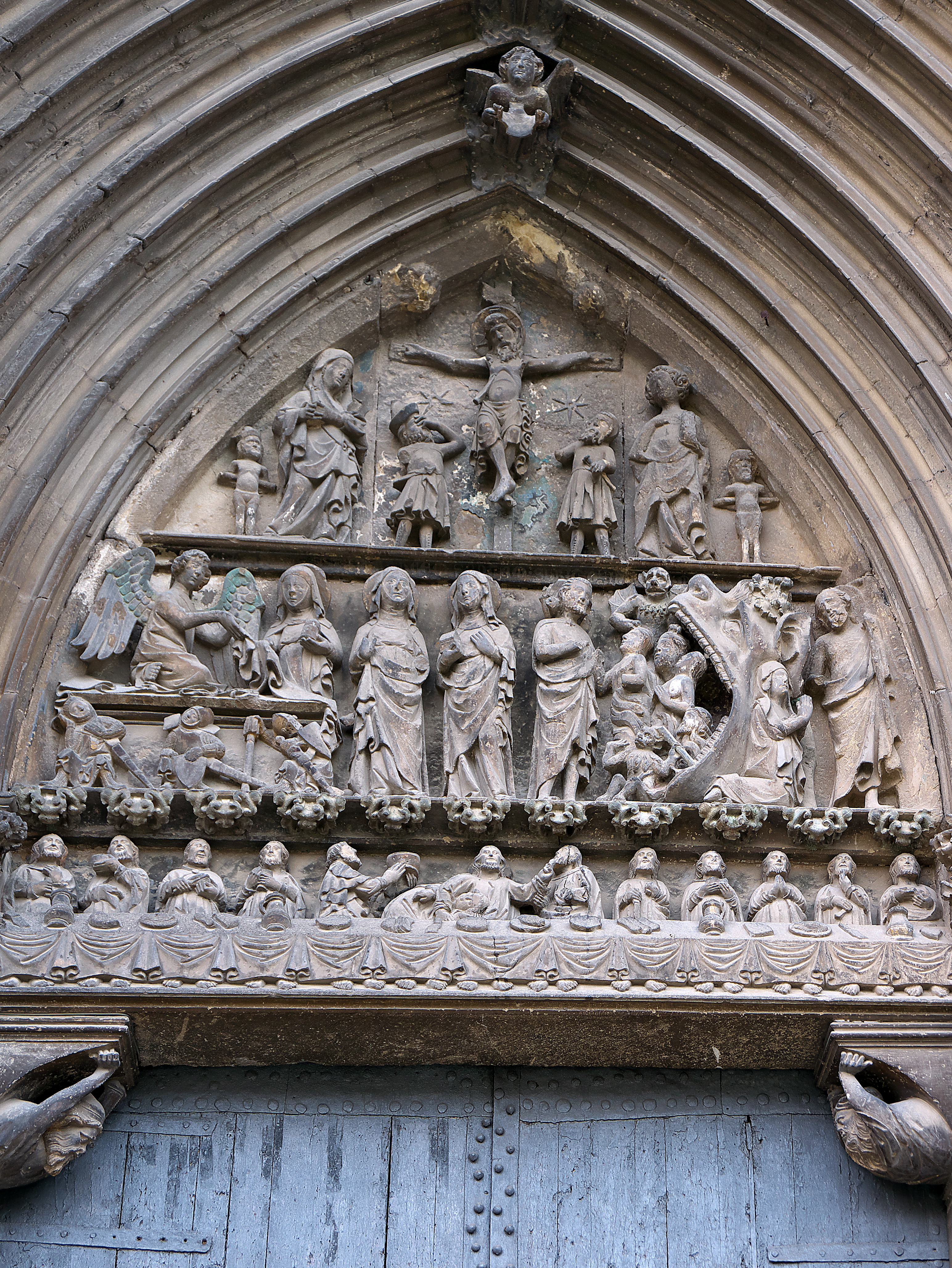
Particolare del timpano sul portale

La costruzione del tempio, come altri presenti nella città di Estella, iniziò nel XII secolo e i lavori proseguirono per due secoli per essere poi interrotti. Il progetto originale, che prevedeva una grande chiesa a tre navate simile alla chiesa di San Pedro de la Rua, alla chiesa di San Giovanni Battista o alla chiesa di San Michele Arcangelo non fu realizzato se non parzialmente. Dal 1881 non è più possibile visitare il suo interno ma l'edificio imponente e esternamente ben conservato attira ugualmente molti turisti e pellegrini.

## Descrizione

### Esterni
La chiesa del Santo Sepolcro si trova vicino al fiume che attraversa la città, il Rio Ega, in calle Curtidores. La facciata rappresenta un importante esempio di gotico spagnolo e raccoglie elementi architettonici di diversi periodi, ad iniziare da quelli romanici. La parte di maggiore interesse storico ed artistico è il grande portale.

### Interni
All'interno l'unica navata che è stata completata è quella centrale.